# Saint-Félix-de-Pallières
Saint-Félix-de-Pallières ist eine Gemeinde in Okzitanien (vor 2016 Languedoc-Roussillon) in Südfrankreich. Sie gehört zum Département Gard, zum Arrondissement Le Vigan und zum Kanton Quissac. Sie grenzt im Westen an Vabres, im Norden an Thoiras-Corbès, im Nordosten an Anduze (Berührungspunkt), im Osten an Tornac, im Südosten an Durfort-et-Saint-Martin-de-Sossenac, im Süden an Fressac und im Südwesten an Monoblet.
Im Ort liegen die Dolmen von Patus.

## Bevölkerungsentwicklung
| Jahr      | 1962 | 1968 | 1975 | 1982 | 1990 | 1999 | 2008 | 2014 |
| --------- | ---- | ---- | ---- | ---- | ---- | ---- | ---- | ---- |
| Einwohner | 218  | 201  | 148  | 151  | 167  | 203  | 228  | 238  |

## Trivia
Saint-Félix-de-Pallières war einer der Drehorte der Filmkomödie Der Klang von Eiswürfeln.